# Нова-Тимботеуа

Нова-Тимботеуа на карте штата.

Нова-Тимботеуа (порт. Nova Timboteua) — муниципалитет в Бразилии, входит в штат Пара. Составная часть мезорегиона Северо-восток штата Пара. Входит в экономико-статистический микрорегион Брагантина. Население составляет 13 670 человек на 2010 год. Занимает площадь 489,853 км². Плотность населения — 27,91 чел./км².

## Демография
Согласно сведениям, собранным в ходе переписи 2010 г. Национальным институтом географии и статистики (IBGE), население муниципалитета составляет:
| Полное население                               | Полное население                               | Полное население                               | Полное население                               | 13 670 |
| ---------------------------------------------- | ---------------------------------------------- | ---------------------------------------------- | ---------------------------------------------- | ------ |
| в том числе:                                   | Городское население                            | 5520                                           | Процент городского населения, %                | 40,38  |
|                                                | Сельское население                             | 8150                                           | Процент сельского населения, %                 | 59,62  |
|                                                | Мужское население                              | 7082                                           | Процент мужского населения, %                  | 51,81  |
|                                                | Женское население                              | 6588                                           | Процент женского населения, %                  | 48,19  |
| Плотность населения, чел/км²                   | Плотность населения, чел/км²                   | Плотность населения, чел/км²                   | Плотность населения, чел/км²                   | 27,91  |
| Население муниципалитета в % к населению штата | Население муниципалитета в % к населению штата | Население муниципалитета в % к населению штата | Население муниципалитета в % к населению штата | 0,18   |

По данным оценки 2015 года население муниципалитета составляет 14 635 жителей.

## Статистика
- Валовой внутренний продукт на 2003 год составляет 23 683 186,00 реалов (данные: Бразильский институт географии и статистики).
- Валовой внутренний продукт на душу населения на 2003 год составляет 1941,56 реалов (данные: Бразильский институт географии и статистики).
- Индекс развития человеческого потенциала на 2000 год составляет 0,646 (данные: Программа развития ООН).

## Административное деление
Муниципалитет состоит из 2 дистриктов:
| № | Наименование дистрикта | Наименование дистрикта (порт.) | Территория, км² | Население, чел.(2010) | Население, чел.(2010) | Население, чел.(2010) | Плотность, чел./км² | Код дистрикта |
| № | Наименование дистрикта | Наименование дистрикта (порт.) | Территория, км² | всего                 | городское             | сельское              | Плотность, чел./км² | Код дистрикта |
| 1 | Нова-Тимботеуа         | Nova Timboteua                 | 328,92          | 9808                  | 4048                  | 5760                  | 29,82               | 150500705     |
| 2 | Тимботеуа              | Timboteua                      | 160,93          | 3862                  | 1472                  | 2390                  | 24                  | 150500710     |

## Важнейшие населенные пункты
| № | Населённый пункт | Населённый пункт (порт.) | Категория | Население чел. (2010) | На карте                       |
| - | ---------------- | ------------------------ | --------- | --------------------- | ------------------------------ |
| 1 | Нова-Тимботеуа   | Nova Timboteua           | город     | 4048                  | 1°12′16″ ю. ш. 47°23′26″ з. д. |
| 2 | Тимботеуа        | Timboteua                | поселок   | 1472                  | 1°02′04″ ю. ш. 47°21′08″ з. д. |
| 3 | Сан-Раймунду     | São Raimundo             | поселок   | 849                   | 1°17′41″ ю. ш. 47°22′00″ з. д. |
| 4 | Курва            | Curva                    | поселок   | 650                   | 1°03′57″ ю. ш. 47°22′21″ з. д. |